# Органска материја
Органска материја или органски материјал  је материја створена од органских једињења, која потиче од остатака некада живих организама, биљака и животиња, као и отпад који они производе у својој животној средини. Органска материја има масу и енергију.
Основну структуру органске материје чине: целулоза, танин, кутин и лигнин, заједно са протеинима, мастима и шећерима.
Органска материја игра битну улогу у протоку хранљивих материја у животној средини, као и у задржавању воде на површини планете Земље.
Биолошка, физичка и хемијска функција органске материје може бити веома различита, у зависности од порекла, начина трансформације, времена и средине.

## Настанак
Сви живи организми су грађени од органских једињења. Док живе, они луче или избацују органски материјал, као што су измет на тло или одбацују са себе неке делове тела, као што су лишће и корење. Након смрти, организам почиње да се распада, под дејством бактерија и гљивица. У процесу распадања, под дејством полимеризације, могу настати велики молекули органске материје.
Органска материја је од виталног значаја за функционисање екосистема.

## Органска материја у земљишту
Органска материја је једна од четири компоненте земљишта, поред минерала, воде и ваздуха. Јавља у облику сложене хетерогене мешавине остатака биљака и микроорганизама различитог степена деструкције и разложености, нискомолекуларних и високомолекуларних производа распадања и
синтезе, новообразованих и старих, делимично или потпуно стабилизованих хумусних материја. Количина земљишне органске материје варира зависно од типа земљишта, дубине и земљишних хоризоната. Садржај органске материје у земљишту се
експоненцијално смањује са дубином земљишта, а за већину земљишта, највећа
концентрација по јединици површне је у органогеним О-хоризонтима. Глина се везује за органску материју и тиме је штити од смањење количине. У земљиштима грубе текстуре, као што је песак, већа је изложеност микроорганизмима, који убрзавају распадање. Највећа заступљеност органских материја је у првих 10 cm.
На количину органске материје у земљишту може утицати клима. При већим температурама у влажним условима долази до повећања органске материје због бржег процеса распадања. Садржај органских материја се увећава са падавинама.
Биолошке функције земљишта:
- извор енергије
- мртви или у стању распадања остаци биљака и животиња резервоар су хранљивих састојака у земљишту
- повећава отпорност система биљке/земљиште

Физичке функције:
- главни утицај на структурну стабилност земљишта
- капацитет задржавања влаге, односно воде у земљишту, што је од посебне важности за биљке у сушном периоду. У зависности од типа земљишта, 1 килограм органске материје може апсорбовати 1—4 литара воде. Тла сиромашна органским материјама, не могу задржати воду. У њима се вода цеди и одлази у јарке или површинске воде или у дубље слојеве тла, где корење биљака не може допрети.[5]
- топлотне (термалне) особине

Хемијске функције:
- способност размене катјона и формирања комплекса са јонима метала
- утиче на регулисање киселости земљишта
- везује се са минералима из земљишта

Као последица експанзије и интензивне пољопривредне производње долази до опадања садржаја органске материје у већини земљишта. Око 45% земљишта Европе има низак или веома низак садржај органског угљеника. Око 74% земљишта у јужној Европи у површинском слоју има мање од 2% садржаја органског угљеника. Губитак плодности земљишта дугује се губитку органске материје у тлу (хумусу) и у закисељавању земљишта.
Мале промене садржаја органских материја у земљишту могу утицати на дугорочну одрживост екосистема, глобалну резерву угљеника и на концентрацију атмосферског угљен-диоксида (CO2).
Gubitak plodnosti zemljišta, usled gubljenja organske materije u tlu (humusa) i zakiseljivanja. Повећање органске материје у земљишту врши се применом зеленог ђубрива, коришћењем покровних усева и мешавина траве и детелине, просејавањем, редовном употребом стајског ђубрива, пажљивим култивисањем тла. Побољшања се могу постићи и прилагођавањем измењеним климатским условима применом одговарајућих отпорних врста биљака отпорних на сушу и прилагођавањем датума сејања и жетве измењеној клими.

## Органске материје у води
Природне органске материје су присутне у свим врстама површинских и подземних вода. Њихов садржај и својства се разликују у зависности од порекла и биохемијских процеса који се одвијају у животној средини на одређеном локалитету. Могу се наћи у раствореном облику или у облику колоида, односно нерастворених честица, најчешће као неживи молекули или макромолекули хумина (око 80-95%), а уз њега и лигнин, танин, угљени хидрати, аминокиселине, протеини и масне киселине. Процес њиховог настанка је дуготрајан и може варирати сезонски, као последица спирања кишом, топљења снега, поплава и суша. Поплаве и суше имају највећи утицај на састав и квалитет површинских вода.
Органска материја у води има важну улогу биогеохемијским процесима, јер се понаша као прималац или давалац протона, као пуфер утиче на транспорт и деградацију загађивача, учествује у таложењу и растварању метала и минерала. Растворена органска материја утиче на доступност хранљивих материја и као подлога за развој микроорганизама.
Извори органских материја у подземним водама су веома разноврсни. То могу бити атмосферски талози, површинске воде, хумус из земљишта, морске, односно океанске воде, неке врсте седиментних стена, тресаве, блатишта, лежишта угља, нафте и гаса. Од органских компоненти у подземним водама су најчешћи хумусне и фулвинске киселине, нафтенати, битумија, феноли, органски азот и органски угљеник.
Осим природних процеса, органске материје у води су најчешће резултат антропогених утицаја. Загађивање вода органским материјама, са веома озбиљним последицама, најчешће настаје због неконтролисаног испуштања различитих отпадних вода (комуналне, индустријске, домаћинства, објекти за узгој стоке, земљишта градских површина, саобраћајница, неуређених депонија). Органске материје комуналних отпадних вода најчешће садрже аминокиселине, масне киселине, сапуне, површински активне компоненте из детерџената и друго. Индустријске отпадне воде могу садржати нафту и њене деривате, различите раствараче, фенолна једињења, алкохоле, алдехиде и друго. Као мера садржаја органских материја у отпадним водама користе се:
- биолошка потрошња кисеоника (БПК) - количина кисеоника потребна да се изврши оксидација присутних биолошки разградивих састојака воде. Представља количину кисеоника у функцији времена коју потроше микроорганизми при природном аеробном самопречишћавању у води. Мера је садржаја биоразградивих компоненти у отпадној води.
- хемијска потрошња кисеоника (ХПК) - количина кисеоника потребна да се изврши оксидација свих оксидабилних материја (органских компоненти и неорганских соли) хемијским путем. Мера је органског оптерећења воде и показатељ је загађености отпадних вода. Најчешће се изражава као O2 у mg/l. Теоријска вредност ХПК одговара количини кисеоника потребној за оксидацију органског угљеника. Присуством веће количини биолошки неразградивих материја у отпадним водама се одражава у већим вредностима ХПК у односу на БПК
- укупни органски угљеник УОУ (енгл. TOC - Total Organic Carbon) - количина угљен-диоксида, односно органски везаног угљеника у води насталог оксидацијом органског угљеника. Користи се за одређивање ефикасности третмана чистих и отпадних вода.
- потрошња калијум-перманганата (KMmO4) при стандардизованим условима за оксидацију органских материја у води.

## Органска материја у ваздуху
Тропосфера, слој атмосфере најближе Земљиној површини, висине 10 до 16 km, је сложен систем у коме је материја присутна у сва три агрегатна стања и у коме се одвија велики број физичко-хемијских реакција. Основни састав тропосфере чине азот (78%), кисеоник (<21%), аргон (<1%), угљен-диоксид (0,036%) и водена пара са уделом од 1 до 3%, зависно од температуре и надморске висине. Поред њих, у траговима су присутни бројни органски и неоргански гасови, као и суспендоване честице, који се емитују са површине Земље или настају у физичко-хемијским и фото-хемијским реакцијама у тропосфери и значајно утичу на њене физичко-хемијске особине.
Једна од најзначајнијих група једињења која се емитују у тропосферу су лако испарљива органска једињења (енгл. VOC - volatile organic compounds). Мада на глобалном нивоу, ова једињења потичу из природних извора (вулканске ерупције, шумски пожари, емисије одређених биљака, сирова нафта), у урбаним срединама и индустријским зонама доминирају антропогени извори. Лако испарљива органска једињења су веома реактивна и учествују у великом броју реакција које се догађају у тропосфери, а значајан број њих има за последицу формирање загађујућих супстанци друге генерације, међу којима су тропосферски озон и секундарни органски аеросоли.
Метан настаје у многим природним процесима и познат је као природни гас. Настаје распадањем једињења која садрже угљеник, у срединама без присуства кисеоника. Животиње преживари, у процесу варења хране ослобађају метан у ваздух. Микроорганизми који живе у влажном земљишту, такође произведе метан приликом разлагања органске материје. Осим тога, метан се ослобађа у рудницима угља и приликом производње и транспорта фосилних горива.
Хлорофлуорокарбонати су широко распрострањени у производњи разних спрејева, као средства за отапање и као расхлађивачи. Мада су нетоксични и безбедни за употребу у нижим слојевима атмосфере, у вишим слојевима их ултраљубичасто зрачење их разлаже, при чему се ослобађа хлор.
Моноароматични угљоводоници, бензен, толуен, етилбензен и изомери ксилена су неметанска лако испарљива једињења која доминирају урбаним и индустријски развијеним срединама и сматрају се носиоцима загађења из антропогених извора.